# Jaime Nebot
Jaime José Nebot Saadi (Guayaquil, 22 d'octubre de 1946) és un advocat i polític equatorià, alcalde de Guayaquil des de l'any 2000 fins al 2019. Ha exercit càrrecs públics com a diputat per la província del Guayas de l'antic Congrés Nacional de l'Equador i com a Governador de la província del Guayas. Ha estat candidat a la presidència de la República de l'Equador en dues ocasions.

## Biografia
Va néixer el 22 d'octubre de 1946 a la ciutat de Guayaquil, Guayas. Fill de Jaime Nebot Velasco, ministre del govern de José María Velasco Ibarra (fill, al seu torn, de l'immigrant català Jaume Nebot Borràs, nascut a Porrera) i de Sulema Saadi, filla d'un immigrant libanès.
Va fer els estudis primaris a Guayaquil i després a Quito, on va continuar amb els estudis secundaris al Col·legi Sant Gabriel. Finalment, va acabar la secundària de retorn a Guayaquil. Quant als estudis superiors, va obtenir els títols de llicenciat en Ciències Socials i Polítiques de la Universitat Catòlica de Santiago de Guayaquil i d'advocat dels Tribunals de la República. Està casat amb Cynthia Bohrer i té tres fills.

## Carrera política

### Inicis
El 1984, Nebot fou designat pel llavors president de l'Equador, León Febres-Cordero Ribadeneyra, com a governador de la província del Guayas. Tot i que fou designat pel líder del Partido Social Cristiano, Nebot no pertanyia a aquest moviment polític i no s'hi afiliaria fins el1990. Va estar en aquest càrrec fins al 1988, temps durant el qual es va fer força famós i això el dugué a presentar la seva candidatura a la presidència de la República per a les eleccions presidencials de 1992.

### Congrés Nacional (1990)
El 1990 és escollit diputat per la Província del Guayas al Congrés Nacional de l'Equador i és designat com a Cap del Bloc de legisladors del Partido Social Cristiano.

### Campanya presidencial (1992)
El 1992, Jaime Nebot decideix lluitar per la presidència de la República pel Partido Social Cristiano. El 17 de maig s'enfronta en primera volta al veterà polític, Sixto Durán Ballén, de 70 anys, el candidat de més edat en la història del país. Duran obté el 31,88% dels vots, seguit amb gairebé set punts de diferència per Nebot. A la segona volta, el 5 d'agost de 1992, prop de sis milions de votants estan cridats a triar un nou president entre els dos candidats de dreta: Durán i Nebot. Duran era el favorit segons els sondejos no oficials amb gairebé set punts de diferència; finalment, Nebot va perdre l'elecció per més de 14 punts percentuals.

### Campanya presidencial (1996)
El 1996, Nebot torna a ser candidat a la presidència. En aquestes eleccions el periodista Freddy Ehlers també hi participa, amb el partit creat per a aquestes eleccions, Pachakutik, i també l'empresari quiteny Rodrigo Paz per Democracia Popular. Nebot assoleix el primer lloc en primera volta, amb el 22,87 % dels vots dels electors, d'un total de nou candidats presidencials, molt seguit per populista Abdalá Bucaram, del Partido Roldosista Ecuatoriano amb el 22,11 %. En la segona volta Nebot va perdre l'elecció davant d'Abdalá Bucaram per gairebé nou punts percentuals.

### Diputat nacional de l'Equador (1998)
L'any 1998 va ser escollit com a diputat al Congrés Nacional. Durant el seu càrrec, Nebot va ser un dels que van idear i fomentar la llei de l'impost a la circulació de capitals (ICC) o «llei de l'1 %», que tenia com a objectiu desincentivar les transaccions bancàries i la retirada de capitals bancaris. Aquesta va ser una de les mesures impulsades, de la mà de la Llei AGD, per part de la majoria legislativa afí al govern de Jamil Mahuad, per capitalitzar i protegir de la fallida un important sector de la banca en crisi l'any 1999 i formava part del procés de rescat bancari. La «llei de l'1 %» després va haver de ser derogada perquè els efectes foren força negatius en l'economia de la població, ja que molta gent va preferir tancar o no usar els seus comptes abans que pagar el nou impost. Aquest impost va entrar en vigor el 4 de gener de 1999, i va ser un dels factors que va empitjorar la crítica situació bancària que travessava el país i és qualificada com una forma d'intervencionisme econòmic de l'Estat per protegir a les institucions bancàries de la fallida sense tenir en compte als ciutadans.

## Alcalde de Guayaquil

### Primera administració: 2000 - 2004
A les acaballes de 1999, Jaime Nebot va anunciar la candidatura a la batllia de Guayaquil pel Partido Social Cristiano en les eleccions de l'any 2000. Nebot guanyà i substituí el seu company de partit León Febres-Cordero, amb la intenció de donar continuïtat a algunes dels seus projectes, com ara les obres del projecte Malecón 2000. Va prendre possessió del càrrec el 10 d'agost del 2000. El 14 d'agost de 2000, va anunciar el primer projecte que s'executaria a la ciutat sota la seva administració: el projecte «Regeneración Urbana».

### Segona administració: 2004 - 2009
Nebot és reelegit en les eleccions municipals de Guayaquil de 2004 amb el 56% dels vots, seguit de Jimmy Jairala del Partido Roldosista Ecuatoriano, amb un 26% dels vots. En aquesta administració continua diverses de les obres que han transformat la ciutat de Guayaquil en l'àmbit estètic i estructural, incloent-hi el malecón Simón Bolívar i el malecón del Salado, entre d'altres. Quant a obres de caràcter social es poden esmentar: el pla de vivendes «Mucho Lote», amb participació de la banca privada, per a famílies de baixos recursos; el nou sistema de transport Metrovía (inaugurat el juliol de 2006) i programes d'alimentació, salut i seguretat. La remodelació del turó de Santa Anna i el barri de Las Peñas també es va completar en aquesta administració i es van iniciar els treballs del Puerto Santa Ana. Es va continuar el projecte «Regeneración Urbana» amb el qual s'ha dotat a diferents barris de la ciutat, començant pel barri El Centenario i el centre de Guayaquil, de soterrament de cables elèctrics i telefònics, millora del clavegueram i de les voreres.
L'alcalde ha mantingut un posició de defensa de l'autonomia de Guayaquil des de l'inici, amb enfrontaments amb tots els governs centrals, en particular durant el govern de Lucio Gutiérrez, en el qual Nebot convocà una marxa multitudinària de rwbuig al govern. Durant el govern de Rafael Correa va mantenir una postura semblant.

### Tercera administració: 2009 - 2014
En aquesta època, l'alcalde va mantenir una relació distant amb el govern de Correa, recriminant, segons ell, la pèrdua de llibertats ciutadanes, la pèrdua de llibertat de premsa i la pèrdua de democràcia. L'any 2013 es va produir un enfrontament directe entre Nebot i el govern pel que fa a la intenció del govern de construir nous ports d'aigües profundes a Manta i Santa Elena, deixant el port de Guayaquil per a activitats turístiques i recreatives, a la qual cosa Nebot s'oposà fortament. Després va anunciar el dragatge del port de Guayaquil i el pla de construir un port d'aigües profundes a Posorja, amb finançament privat. El 2014, el govern va accedir a la construcció del port a Posorja, i la prefectura del Guayas es comprometé a dragar el port de Guayaquil.

### Quarta administració: 2014 - 2019
Ha mantingut bones relacions amb l'alcalde de Quito, Mauricio Rodas, tant per treballar en suport mutu com per encapçalar expressions ciutadanes opositores al president de la República; també s'ha apropat al banquer Guillermo Lasso, ambdós principals representants de la dreta conservadora guayaquilenya. El 25 de juny de 2015 va organitzar una marxa anomenada «Guayaquil Protesta», contra la gestió del govern nacional.
El 14 de maig de 2019, després de les eleccions municipals, va lliurar l'alcaldia a Cynthia Viteri, del seu mateix partit, després de gairebé 19 anys com a alcalde.